# Human Fortress
Human Fortress ist eine Power-Metal-Band aus Hannover.

## Geschichte
1997 von Pablo J. Tammen, Torsten Wolf, Volker Trost und Thomas Albrecht als Hardrock–Band mit Namen Timezone gegründet, nahm die Band mit der Sängerin Michaela Senger ein Demo auf, trennte sich jedoch nach den Aufnahmen wieder von ihr.
1998 fand die Band mit Jioti Parcharidis, zu der Zeit noch bei Chateau, einen neuen Sänger und einen neuen Stil. Als Metal-Band benannten sie sich in Human Fortress um.
1999 nahm die Band ein weiteres Demo auf, mit Burkhard Becker (ebenfalls von Chateau) am Keyboard. Anfang 2000 erhielt das Demo einige gute Rezensionen und der Produzent Tommy Newton (Victory) kontaktierte die Band. Zur jetzt folgenden Produktion des ersten Albums stießen Keyboarder Dirk Marquardt und, als Ersatz für den ausscheidenden Thomas Albrecht, Schlagzeuger Apostolos „Laki“ Zaios zur Band.
Nachdem im August 2000 die Produktion abgeschlossen war, suchte man ein Label. Das Lied The Dragon's Lair gewann den vom Magazin Rock Hard veranstalteten Wettbewerb Unerhört, und im Februar 2001 unterzeichnete die Band bei LMP.
Das Debütalbum Lord of Earth and Heaven's Heir erschien am 17. September 2001.
Bereits gut ein Jahr vor der Veröffentlichung ihres Debüts begann die Band Lieder für das zweite Album zu schreiben. Wieder unter der Regie von Tommy Newton ging die Produktion von Juni bis Oktober 2002. Anfang 2003 löste man den Vertrag mit LMP und kam stattdessen bei Massacre Records unter. Außerdem trat Frank Sawade der Band bei, um Volker Trost als Gitarristen zu entlasten. Teilweise trat man nun mit drei Gitarristen auf, zum Beispiel auf dem Wacken Open Air 2003.
Im Oktober des Jahres erschien dann das zweite Album Defenders of the Crown, kurz danach zog sich Volker Trost vollständig aus der Band zurück.
Der Sommer 2007 brachte weitere Besetzungswechsel: Sänger Jioti Parcharidis und Schlagzeuger Apostolos "Laki" Zaios verließen die Band, Produzent Carsten Frank (ehem. Galloglass, heute bei Athorn) und Arndt Krone (L.A. Music Academy, Torfrock) stiegen als Sänger bzw. Drummer ein.
Am 25. April 2008 erschien das dritte Studioalbum, Eternal Empire (wieder bei Massacre Records), welches u. a. das erste Musikvideo der Band enthält. Nach der Veröffentlichung verließen Gitarrist Torsten Wolf und Schlagzeuger Arndt Krone die Gruppe, letzterer fand mit Vincent Gongala einen Nachfolger.
Im Mai 2009 kündigte die Band an, dass Frank Sawade, Pablo J. Tammen, Dirk Marquardt und Vincent Gongala mit Sängerin Eva Skamira eine neue Band namens Ember Sea gründen, um die mit dem dritten Album begonnene Loslösung vom Power-Metal zugunsten stilistischer Breite fortzuführen. Kurz darauf reformierte sich die alte Bandbesetzung aus den ehemaligen Mitgliedern Jioti Parcharidis, Torsten Wolf, Volker Trost und Apostolos „Laki“ Zaios.
Neu in der Band sind der Keyboarder Dirk Liehm und der langjährige Roadie der Band, Ingmar von Berg, welcher den Bass-Part übernimmt. Die reformierte Band hat sich vorgenommen, weiter Musik im Stil der ersten beiden Alben zu spielen. Der brasilianische Sänger Gus Monsanto stößt schließlich als Sänger zur Band, nachdem Jioti Parcharidis gesundheitsbedingt aufhört. 2013, kurz vor Erscheinen des Albums Raided Land, verlässt Ingmar von Berg die Band und André Hort (ehem. Rough Silk) kann als neuer Mann am Bass verpflichtet werden. Für den Song Wasted Years wurde das erste Video in neuer Besetzung von Jannic Chopty (Bespoke Productions) gedreht.
Das fünfte Studioalbum Thieves of the Night erschien am 18. März 2016. Es wurde von Sebastian "Seeb" Levermann (Orden Ogan) produziert.
Zu dem Song Thieves of the Night wurde mit Thomas Zettelmann (TZ Filmproductions) und De Bovelzumft (Gelebtes Mittelalter e.V.) zum ersten Mal ein sehr aufwendiges Video
produziert.
Im Rahmen der Promotion zu diesem Album, konnten Human Fortress mit Orden Ogan und Mob Rules ebenfalls zwei Live Gigs spielen. Diese Gelegenheit wurde auch genutzt, um
im Lux in Hannover mit der Band King Leoric ein evening with ... zu veranstalten, welcher von dem Garbsener Filmproduzenten Thomas Zettelmann aufgenommen wurde und seither auf die Veröffentlichung wartet.
Bereits im Jahr 2019 konnte der Nachfolger Reign of Gold, nun wieder mit dem Produzenten Tommy Newton, veröffentlicht werden. In den Aufnahmesessions wurden aber weitaus mehr Songs aufgenommen, sodass im Januar 2021 die Doppel-CD Epic Tales & Untold Stories, pünktlich zum 20-jährigem Jubiläum der Veröffentlichung von Lord of Earth and Heavens Heir, nunmehr Album Nr. 7, released werden konnte. Mit dieser Veröffentlichung kehrte die Band auch wieder zu Massacre Records zurück, welche schon die Defenders of the Crown und Eternal Empire veröffentlichte.
Mit der Epic Tales & Untold Stories erschien erstmals eine limitierte Vinyl Edition der Band (Auflage 300 [150 schwarz & 150 rot]). Im Vorfeld zur Jubiläums CD hat die Band zusammen mit der brasilianischen Künstlerin Gabby Vessoni (Fleesh) zudem drei Lyric Videos (The Grimoire, Pray for Salvation und Dark Knight) produziert.

## Diskografie
- 2001: Lord of Earth and Heaven’s Heir (Limb Music)
- 2003: Defenders of the Crown (Massacre Records)
- 2008: Eternal Empire (Massacre Records)
- 2013: Raided Land (AFM Records)
- 2016: Thieves of the Night (AFM Records)
- 2019: Reign of Gold (AFM Records)
- 2021: Epic Tales & Untold Stories (Massacre Records)